# Au nom de la loi (film, 1949)
Pour les articles homonymes, voir Au nom de la loi.
Pour plus de détails, voir Fiche technique et Distribution.
Au nom de la loi (In nome della legge) est un film italien de Pietro Germi, sorti en 1949.
Il s'agit d'une adaptation du roman Piccola pretura de Giuseppe Guido Lo Schiavo, publié en 1948.

## Synopsis
Un jeune juge de Palerme vient d'être nommé dans la petite ville de Capodarso. Zélé, il cherchera à combattre les injustices sociales, mais sera confronté aux divers intérêts locaux. Il devra notamment se heurter au notable de la ville, le baron Lo Vasto et à la mafia, représentée par Passalacqua.

## Fiche technique
- Titre : Au nom de la loi
- Titre original : In nome della legge
- Réalisation : Pietro Germi
- Assistants-réalisateur : Enzo Provenzale, Salvatore Rosso, Argi Rovelli
- Scénario: Giuseppe Mangione, Mario Monicelli, Federico Fellini, Tullio Pinelli, Pietro Germi, d'après le roman "Piccola pretura" de Guido Loschiavo, Editions Colombo, Rome, 1948, 287 p.
- Photographie : Leonida Barboni
- Montage : Rolando Benedetti
- Musique : Carlo Rustichelli
- Direction musicale : Ugo Giacomozzi
- Décors : Gino Morici
- Producteurs : Luigi Rovere, Riccardo Gualino
- Directeur de production : Sergio Barbonese
- Société de production et de distribution : Lux Film
- Pays d'origine :  Italie
- Langue originale : italien
- Format : Noir et blanc — 35 mm — 1,37:1 — Son : Mono
- Genre : Drame, policier et thriller
- Durée : 101 minutes
- Dates de sortie : 
  -  France : 19 février 1949
  -  Italie : 13 mars 1949
- Classification Tous publics (Visa N°9144)

## Distribution
- Massimo Girotti : Le juge Guido Schiavi
- Jone Salinas : La baronne Teresa Lo Vasto
- Camillo Mastrocinque : Le baron Lo Vasto
- Charles Vanel : Massaro Turi Passalacqua
- Saro Urzì : Le maréchal des carabiniers Grifò
- Turi Pandolfini : Don Fifì, le logeur de Guido
- Peppino Spadaro : L'avocat Faraglia
- Saro Arcidiacono : Le greffier
- Ignazio Balsamo : Francesco "Ciccio" Messana
- Nanda De Santis : Lorenzina La Scaniota
- Nadia Niver : Bastianedda
- Aldo Sguazzini
- Alfio Macrì : Le Maire, Leopoldo Pappalardo
- Carmelo Oliveri : Don Peppino

Distribution non créditée
- Natale Cirino
- Bernardo Indelicato : Paolino
- Guido Medici : Le Procureur de Palerme
- Franco Navarra : Vanni Vetriolo
- Pietro Sabella : Gallinella